# Eugène Charles Catalan
Eugène Charles Catalan (Bruges, 30 maggio 1814 – Bruges, 14 febbraio 1894) è stato un matematico belga.

## Biografia
Figlio unico del gioielliere francese Joseph Catalan, nel 1825, partì per Parigi dove studiò matematica all'École Polytechnique. Ivi incontrò Joseph Liouville nel 1833. Nel 1834 fu espulso dall'École, ma vi fu riammesso nel 1835 e vi si diplomò; quindi andò a insegnare matematica alla Scuola delle Arti e dei Mestieri di Châlons-sur-Marne.
Grazie all'appoggio di Liouville, ottenne nel 1838 un posto di insegnante di geometria descrittiva al Polytechnique, ma la sua attività politica (aveva idee fortemente di sinistra) mise un freno alla sua carriera matematica (parteciperà anche ai moti del 1848 e verrà eletto alla Camera dei Deputati francese).

## L'opera matematica
Nel 1844, in una lettera all'editore del journal de Crelle, Catalan formulò la sua celebre congettura:
« Vi prego, signore, di voler enunciare, nella vostra raccolta, il seguente teorema, che credo vero, nonostante non sia ancora riuscito a dimostrarlo completamente: altri potranno forse essere più fortunati:
Due numeri interi consecutivi diversi da 8 e 9 non possono essere entrambi potenze esatte; in altre parole, l'equazione
{\displaystyle x^{p}-y^{q}=1}
a valore nei numeri interi positivi, ammette una sola soluzione. »
Questa congettura è stata dimostrata solo nel 2002 da Preda Mihăilescu.
Nel 1865, Catalan lasciò definitivamente la Francia per tornare in Belgio, dove insegnò analisi all'università di Liegi.
Catalan fondò nel 1875 il giornale matematico Nouvelle Correspondance mathématique (Nuova corrispondenza matematica). Si occupò principalmente di analisi e in particolari dello studio delle equazioni differenziali e delle serie di potenze, oltre che del calcolo degli integrali multipli; effettuò ricerche di geometria differenziale (pubblicò nel 1843 i risultati sulle superfici algebriche che portano oggi il suo nome) e in teoria dei numeri. Gran parte delle sue ricerche furono pubblicate nel Journal de mathématiques pures et appliquées ("Giornale di matematica pura e applicata").
Ricevette nel 1879 la Croce di Cavaliere dell'Ordine di Léopold. Considerato allora un matematico eminente in teoria dei numeri, fu designato nel 1883 dall'Accademia delle Scienze belga per essere uno dei tre giurati incaricati di stabilire un premio per una dimostrazione dell'ultimo teorema di Fermat.
Ancora oggi, l'Accademia reale del Belgio rilascia ogni cinque anni il Premio Eugène-Catalan a uno scienziato belga o francese che si sia distinto per le sue scoperte di matematica pura.
Devono a questo matematico il loro nome anche i numeri di Catalan, introdotti da lui stesso nell'affrontare un problema combinatorio, così come la costante di Catalan e una particolare superficie (una superficie minima periodica in {\displaystyle \mathbb {R} ^{3}}) da lui scoperta nel 1855.